# البطولات الوطنية الأمريكية 1924 (كرة مضرب)
قائمة بالأبطال في 1924 البطولات الوطنية الأمريكية لكرة المضرب (المعروفة الآن باسم أمريكا المفتوحة):

## الكبار

### فردي رجال
بيل تيلدن هزم  بيل جونستن 6-1 9-7 6-2

### فردي سيدات
هيلين ويلز مودي هزم  مولا بجورستدت مالوري 6-1, 6-3